# Отравяне с азотен диоксид
Отравянето с азотен диоксид е заболяване, причинено от токсичния ефект на азотния диоксид (NO
2). Обикновено се получава след вдишване на газа над допустимата гранична стойност. Азотният диоксид е червеникаво-кафяв газ с тежка миризма при по-високи концентрации, а при по-ниски концентрации той е без цвят и без мирис. Отравянето с азотен диоксид зависи от продължителността, честотата и интензивността на излагането. Азотният диоксид е дразнител на лигавицата, който свързан с друг замърсител на въздуха, причинява белодробни заболявания като ОББ, астма, хронична обструктивна белодробна болест, обостряне на ХОББ, а в най-лошия случай и смърт. Умерената му разтворимост във вода спомага преминаването му през лигавица и навлизането му в дихателните пътища. Подобно на повечето токсични газове, дозата на вдишване определя степента на токсичност върху дихателните пътища. Професионалното излагане на азотен диоксид води до най-висок риск от отравяне, а излагането при домашни условия е рядко. Продължителното излагане на ниска концентрация на газа може да има летален ефект, както и краткотрайното излагане на високи концентрации, подобно на отравянето с хлор. Той е един от най-големите замърсители на въздуха, който може да причини разни здравословни проблеми, като коронарна болест на сърцето или инсулт. Азотният диоксид често се отделя в околната среда като страничен продукт от изгарянето на горива, но рядко се отделя при спонтанно горене. Известни източници, при които се отделя азотен диоксид са изгорелите газове от автомобилите и електроцентрали. Токсични нива се получават и без горене при отделяне на газовете при анаеробна ферментация на зърнени храни и анаеробно разграждане на биоразградими отпадъци.
Световната здравна организация разработва глобална препоръка за ограничаване излагането до по-малко от 20 ppb при хронично излагане и стойност по-малка от 100 ppb за едночасово силно излагане, като се използва азотен диоксид като маркер за други замърсители от изгарянето на горивото. Стандартите също се основават на концентрацията на азотен диоксид, които показват значително и дълбоко въздействие върху белодробната функция на пациенти с астма. Исторически, някои градове в САЩ, включително Чикаго и Лос Анджелис, имат високи нива на азотен диоксид, но EPA определят стандартни стойности под 100 ppb при едночасово излагане и по-малко от 53 ppb при хронично излагане.

## Знаци и симптоми
Отравянето с азотен диоксид не е вредно за всички форми на живот, както отравянето с хлор или въглероден оксид. Азотният оксид лесно се абсорбира през белите дробове и вдишването му води до сърдечна недостатъчност, а при по-сериозни случаи и до смърт. Отделните индивиди и раси могат да се различават по ниво на толерантност към азотен диоксид, като ниво на толерантност към газа за отделните индивиди може да се променя от няколко фактора, като метаболизъм, барометрично налягане и хематологични нарушения, но значителното излагане може да доведе до опасни условия, които могат да доведат до по-кратка продължителност на живота заради вероятност от сърдечна недостатъчност.

### Остро отравяне
Излагането на високи нива на азотен диоксид може да доведе до възпаление на лигавицата и долните или горните дихателни пътища. Симптомите на остро отравяне с азотен диоксид са неспецифични и са сходни със симптомите на отравяне с амоняк, хлор или въглероден оксид. Симптомите наподобяват тези на пневмония или на вирусна инфекция и други наранявания при вдишване, но честите симптоми включват ринитни хрипове или кашлица, конюнктивит, главоболие, дразнене на гърлото и затруднено дишане, което може да доведе до носни фисури, язви или перфорация. Пациентът обикновено изглежда болен, като се наблюдават хипоксемия, съчетана с плитко бързо дишане. Лечението е подпомагащо и включва отстраняване от по-нататъшното излагане на азотен диоксид. Системните симптоми включват повишена температура и анорексия. Електрокардиограмата и рентгенографията на гръдния кош могат да помогнат за откриването на дифузни, двустранни алвеоларни инфилтрати.
Рентгенографията на гръдния кош може да се използва за диагностициране, a базовата линия може да бъде установена с пулмологичен тест. Няма специфичен лабораторен диагностичен тест за остро отравяне с азотен диоксид, но анализът на нивото на артериалния кръвен газ, нивото на метхемоглобина, пълната кръвна картина, глюкозния тест, измерването на лактатния праг и периферната кръвна намазка могат да помогнат при диагностицирането на азотен диоксид. Определянето на азотен диоксид в урината или тъканите не може да постави диагноза, а при тези тестове съществуват технически и интерпретационни проблеми.

### Хронично отравяне
Продължителното излагане на много високо ниво на азотен диоксид в микрометровия размер може да има възпалителен ефект, който главно обхваща дихателните пътища, водещо до хронично отравяне с азотен диоксид, което може да настъпи в рамките на дни или седмици след прекомерно превишаване на праговата стойност.
Това състояние причинява треска, бързо дишане, съчетано с бърз сърдечен ритъм и тежки дихателни пристъпи. Други състояния включват диафореза, болка в гърдите и постоянна суха кашлица, като всички те могат да доведат до загуба на тегло, анорексия, които от своят страна могат да доведат до разширяване на сърцето откъм дясната страна и сърдечно заболяване при по-сериозни случаи. Продължителното излагане на относително ниски нива на азотен диоксид може да причини постоянно главоболие и гадене. Подобно на отравянето с хлор, симптомите обикновено се появяват при отстраняването на по-нататъшното излагане на азотен диоксид, освен ако не е имало епизод на остро отравяне. Лечението и поддържането варират. Пациентите често се наблюдават за хипоксемия в продължение на минимум 12 часа, ако няма първоначални симптоми, а ако пациентът е хипоксемичен, може да се приложи кислород, но високи дози стероиди се препоръчват за пациенти с белодробни прояви. Пациентите могат да бъдат хоспитализирани за период от 12 до 24 часа или по-дълго за наблюдение, ако обменът на газове е нарушен. В случай, че е нарушена газовата обмяна, може да е необходима механична вентилация и интубация. Може да се наложи прилагане на кортикостероид, за да се намали свръхреакцията към азотен диоксид.

## Причини
Професионалното излагане води до най-висок риск от отравяне, като често рискът е висок за земеделските производители, особено за тези, които се занимават със зърнопроизводство. Рискът е също толкова висок при пожарникарите и военния персонал, особено за онези офицери, които се занимават с експлозиви. Висок е и рискът за заварчици, регулировчици, космонавти и миньори, както и за хора, чиито професии са свързани с производството и употребата на азотна киселина. Болестта на силозния пълнител е следствие от отравяне с азотен диоксид от фермери, занимаващи се със силози. Хранителни зърна, като царевица и просо, както и треви като люцерна и друг растителен материал, произвеждат азотен диоксид в рамките на часове поради анаеробна ферментация. Праговите концентрации на азотен диоксид често се достигат в рамките на 1 – 2 дни и започват постепенно да намаляват след 10 – 14 дни, но ако силозите са добре запечатани, газът може да остане там в продължение на седмици. Фуражът, произведен от незрели растения, генерира по-голямо количество от газа. Азотният диоксид е около 1,5 пъти по-тежък от въздуха и по време на съхранението на фуража, азотният диоксид остава в материала. Неправилната вентилация може да доведе до излагане на азотен диоксид по време на изкарването на фуража.

## Патофизиология
Азотният диоксид е умерено разтворим във вода и при вдишване, дифундира в белите дробове и бавно хидролизира до азотиста и азотна киселина, което причинява белодробен оток и пневмонит, което води до възпаление на бронхиолите и белодробния алвеол, в резултат на липидната пероксидация и окислителния стрес. Слизестата мембрана е засегната най-напред заедно с пневмоцита от тип I и респираторния епител. Генерирането на свободни радикали от липидната пероксидация води до дразнене на бронхиолите и алвеолите, което причинява бързо разрушаване на дихателните епителни клетки. Цялостната реакция води до освобождаване на течност, която причинява белодробен оток.
Отравянето с азотен диоксид може да промени активността на макрофагите и имунната функция, водеща до податливост на тялото към широк спектър от инфекции, а прекомерното излагане на газа може да доведе до метхемоглобинемия – нарушение, характеризиращо се с по-високо от нормалното ниво метамоглобин (metHb, желязо(III) [Fe3+] вместо желязо(II) [Fe2+] в хемоглобина) в кръвта.
Метхемоглобинемията предотвратява свързването на кислород с хемоглобина, причинявайки недостиг на кислород, което може да доведе до тежка хипоксия.
Ако отравянето с азотен диоксид е нелекувано, вероятно ще се развие фиброзна гранулационна тъкан в алвеоларните канали и малките канали, които свързват дихателните бронхиоли с алвеоларните торбички, всяка от които съдържа множество алвеоли (малки слизести торбички, направени от сплетени епителни клетки). Цялостната реакция може да предизвика обструктивна белодробна болест. Пролиферативният бронхиолит е вторичен ефект от отравяне с азотен диоксид.

## Eпидемиология
Американска агенция за опазване на околната среда (EPA) има някои регулации, както и насоки за следенето на нивата на азотния диоксид. Исторически, някои щати в САЩ, включително Чикаго, Североизточния коридор и Лос Анджелис, са имали високи нива на азотен диоксид.
През 2006 г. СЗО изчислява, че над 2 милиона смъртни случая годишно се дължат на замърсяването на въздуха, като азотният диоксид представлява един от замърсителите. Докато над 50% от болестите, които са резултат от тези замърсители, са често срещани в развиващите се страни, последиците в развитите страни също са значителни. Проучване на EPA показва, че 16% от жилищните сгради в САЩ са разположени в близост до летище, магистрала или железопътна линия, което увеличава риска на излагане за около 48 милиона души в САЩ.
През май 2015 г. Националният зелен трибунал нарежда на Делхи и други щати в Индия да забранят дизеловите автомобили на възраст над 10 години, като мярка за намаляване на емисиите на азотен диоксид, което може да доведе до отравяне с азотен диоксид. През 2008 г. докладът на комисията на Обединеното кралство за медицинските ефекти на замърсителите на въздуха (COMEAP) предполага, че замърсяването на въздуха е причина за около 29 000 смъртни случая в Обединеното кралство. Базата данни за качеството на въздуха на СЗО оценява средните годишни нива на ФПЧ10 в Делхи през 2010 г. – 286 μg/m3, а в Лондон – 23 μg/m3. През 2014 г. базата данни оценява годишните средни стойности на праховите частици на ДП 2,5 в Делхи през 2013 г. като 156 μg/m3, докато Лондон има само 8 μg/m3 през 2010 г. Но според стандарта на Европейския съюз, Лондон надвишава допустимото количество на азотен диоксид. През 2013 г. средното годишно ниво на азотен диоксид в Лондон е оценено на 58 μg/m3, но се запазва „праговата граница“ от 40 μg/m3. През март 2015 г. Брюксел съди Обединеното кралство за нарушаване на ограниченията на емисиите на азотен диоксид в електроцентралите Абъртоу в Уелс, работещи с въглища. Централата е работила по разрешително, позволяващо емисии от 0,0012 μg/m3, което е повече от два пъти допустимата граница от 0,000 5μg/m3, определена в директивата на ЕС за големите горивни инсталации.

## Прогноза
Някои случаи на отравяне с азотен диоксид изчезват без видими симптоми и пациентът може да се определи чрез изследване на белодробната функция. Ако хроничната експозиция причини увреждане на белите дробове, може да са необходими няколко дни или месеци за подобряване на белодробната функция. Междувременно постоянната лека дисфункция може да се дължи на облитериращ бронхиолит. Може да се прояви като хипервъзпаление, обструкция на дихателните пътища, като в този случай пациентът може да бъде подложен на лечение със стероиди. Усложненията от продължително излагане включват както облитериращ бронхиолит, така и други вторични инфекции като пневмония, причинена от наранявания на лигавицата, белодробен оток и инхибиране на имунната система от азотен диоксид. Вдишването на азотния диоксид може да доведе до краткотрайна и дългосрочна заболеваемост или смърт, в зависимост от степента и времето на излагане, и вдишаната концентрация. Острото излагане на азотен диоксид обикновен не е фатално, въпреки че причинява облитериращ бронхиолит, белодробен оток, както и асфиксия. Ако концентрацията на излагането е прекалено висока, азотният диоксид може да измести кислорода, което води до задушаване и летален изход.
Пациентите и работниците трябва да бъдат обучени как да разпознават признаците и симптомите на отравяне с азотен диоксид. Земеделските работници трябва да бъдат обучени на правилния начин на съхранение на зърнените храни, за да се предотврати натрупването на азотен диоксид.

## Биохимични ефекти
Хроничното излагане на високи нива на азотен диоксид води до алостерично инхибиране на глутатион пероксидазата и глутатион S-трансферазата, като и двата са важни ензими, открити в системата за антиоксидантна защита на лигавиците, които катализират нуклеофилна атака чрез редуциран глутатион (GSH) при неполярни съединения, които съдържат електрофилен въглерод и азот. Тези механизми на инхибиране генерират свободни радикали, които причиняват пероксидация от липидите в лигавицата, което води до увеличаване на пероксидираните липиди на еритроцитите, реакция, която протича чрез механизъм на верижна рекация на свободните радикали, което води до оксидативен стрес. Оксидативният стрес на лигавицата причинява дисоциация на GSTp-JNK комплекса, олигомеризация на GSTP и индуциране на JNK пътя, което води до апоптоза или възпаление на бронхиолите и белодробния алвеол в леки случаи. Веднъж навлязъл в кръвообращението, азотният диоксид води до необратимо инхибиране на ацетилхолинестеразата на еритроцитната мембрана, което може да доведе до мускулна парализа, конвулсии, бронхоконстрикция, стесняване на дихателните пътища в белите дробове (бронхи и бронхиоли) и смърт вследствие на асфиксия. Азотният диоксид води и до намаляване на глюкозо-6-фосфат дехидрогеназата, което може да доведе до дефицит на глюкоза-6-фосфат дехидрогеназа, познат като фавизъм, състояние, което предразполага към хемолиза (спонтанно унищожаване на червените кръвни телца). Острото и хронично излагане намалява глутатион редуктазата – ензим, който катализира редукцията на глутатионовия дисулфид до сулфхидрилната форма на глутатиона, която е особено важна молекула, спомагаща инхибирането на окислителния стрес и поддържането на редуциращата среда на клетката.

## Влияние върху репродуктивната способност
Излагането на азотен диоксид има значителен ефект върху мъжката полова система, чрез потискане на производството на сертолиеви клетки, клетки „обгрижващи“ тестисите, които са част от семенните тръбичка и помагат при сперматогенезата. Тези ефекти впоследствие забавят производството на сперматозоиди. Ефектите от отравяне с азотен диоксид при женската репродукция могат да бъдат свързани с ефектите на оксидативния стрес. Отравянето с азотен диоксид нарушава баланса на реактивните кислородни видове (ROS). ROS играят важна роля във физиологията на тялото – от ооцитното производство, развитието и узряването до оплождането, бременността и развитието на ембриона. Излагането на азотен диоксид причинява овулационно увреждане на ДНК на яйчниковия епител. ROS играят значителна роля в етиопатогенезата на ендометриозата, заболяване, при което тъканта расте извън матката (при нормалнни условия растежът се случва вътре в матката). Оксидативният стрес причинява дефектна плацентация, която може да доведе до недостиг на кислород в плацентата, както и реперфузионно увреждане в резултат на исхемия, което може да доведе до дисфункция на ендотелните клетки. Свръхпроизводството при оксидативния стрес, предизвикано при отравяне с азотен диоксид, може да доведе до възпаление на епитела на яйчниците, а при по-тежки случаи води до рак.